# برخد عبدي
برخد عبدي (بالإنجليزية: Barkhad Abdi)‏ مواليد 10 أبريل 1985 في مقديشو، الصومال، هو ممثل صومالي بدأ مسيرته الفنية عام 2011. هو أيضا منتج أفلام، مخرج.

## الأعمال

### أفلام
- القبطان فيليبس (2013).
- غريمسبي (2016).
- الوقت المناسب (2017).
- بليد رانر 2049 (2017).

## وصلات خارجية
- برخد عبدي على موقع IMDb (الإنجليزية)
- برخد عبدي على موقع ألو سيني (الفرنسية)
- برخد عبدي على موقع أول موفي (الإنجليزية)
- برخد عبدي على موقع قاعدة بيانات الأفلام السويدية (السويدية)
- برخد عبدي على موقع قاعدة بيانات الفيلم (الإنجليزية)
- برخد عبدي على موقع كينوبويسك (الروسية)
- Barkhad Abdi on Conan, Dec. 17, 2013